# 格奧爾基·阿薩尼澤
格奧爾基·阿萨尼澤（1975年8月30日—）是一位格鲁吉亚政治家和已經退役的運動員。他在2000年奧運會獲得男子85公斤級舉重銅牌，2004年奧運會獲得這個項目的金牌。他在2004年當選國會議員。